# Château de la Borie (Saint-Vincent-de-Salers)
Pour les articles homonymes, voir Borie (homonymie).
Le château de la Borie est un château situé en France sur la commune de Saint-Vincent-de-Salers, en région Auvergne-Rhône-Alpes.

## Historique
Les décors intérieurs, datant du XVIIe siècle, témoignent des aménagements cantaliens de l'époque, avec fresques religieuses et boiseries sculptées.

### Protection
Le château est inscrit partiellement au titre des monuments historiques par arrêté du 1er juillet 1986.

## Description
Petit manoir du XVe siècle à logis rectangulaire, flanqué d’une tour ronde et d’une tour carrée. L’entrée gothique est sculptée d’un écu, et des baies moulurées sont visibles. Intérieur richement décoré, notamment un plafond peint à la française.